# شركة كهرباء محافظة القدس
شركة كهرباء محافظة القدس معلمٌ بارز من معالم مدينة القدس العربية، ارتبط اسمها بالمدينة منذ قرابة قرن من الزمن. وهي من أهم المرافق الاقتصادية الفلسطينية ومن أكثرها إتساعاً وعمقاً بحكم مناطق امتيازها التي تغطي أجزاء كبيرة من مساحة ومدن الضفة الغربية، وهي تعتبر الشريان الاقتصادي الوحيد الذي يربط القدس (المركز الرئيسي للشركة) بباقي فروع الشركة بمدن الضفة الغربية (حيث فروع الشركة).

## الشركة في العهد العثماني
بدأت نواة الشركة الأولى في السابع من كانون الثاني عام 1914، عندما منحت الدولة العثمانية أحد رعاياها اليونانيين واسمه «يوربيدس مفروماتس» امتيازا لتوليد الطاقة الكهربائية وتوزيعها في منطقة القدس. ووقع هذا الاتفاق من قبل رئيس بلدية القدس «متصرف سنجق» من جهة، ومن صاحب الامتياز من جهة ثانية.
بعد هزيمة تركيا في الحرب العالمية الأولى، وتولي الحكومة البريطانية الانتداب على فلسطين، رفضت الحكومة الفلسطينية ممثلة بالمندوب السامي وقتئذ الاعتراف بحقوق مفروماتيس. وحاول المهندس اليهودي بنحاس روتنبرغ وهو روسي الأصل انتزاع حق الامتياز من مفروماتس، الأمر الذي دفع الحكومة اليونانية عام 1924 إلى اللجوء إلى محكمة العدل الدولية لإلزام الحكومة البريطانية الاعتراف بالامتياز أو دفع تعويضات مناسبة ونتيجة الدعوى والمفاوضات التي صحبتها بعد أن أقرت محكمة العدل الدولية أنه يحق للحكومة اليونانية (باعتبار أن مفرماتس أحد رعاياها) اللجوء إلى محكمة العدل الدولية للنظر في الدعوى لحماية حقوقه المتمثلة في الامتياز المذكور. وافق المندوب السامي البريطاني على إعادة الامتياز لصاحبه وأصدر القانون المعروف بقانون تقنين امتياز توليد الكهرباء وتوزيعها في مدينة القدس وجوارها والمنشور في مجموعة درايتون فصل 53.

## الشركة في ظل الانتداب البريطاني
وقّع مندوبو الحكومة البريطانية في فلسطين في الخامس والعشرين من شهر شباط عام 1926 اتفاقية مع مفروماتس يتنازل بموجبه تنازلاً كلياً ولا رجعة عنه عن الامتياز الذي منحته إياه الدولة العثمانية مقابل حصوله على امتياز جديد يسمح له بتوليد الطاقة الكهربائية في جزء من القدس، وذلك استناداً إلى البروتوكولات والامتيازات الملحقة بمعاهدة الصلح الموقعة بين بريطانيا وتركيا في لوزان عام 1923 ضمنت الاتفاقية 48 مادة، حددت بموجبها شروط التعريف بقانون تقنين امتياز توليد الكهرباء وتوزيعا في مدينة القدس وضواحيها وسريان أحكام هذا القانون ومدة العمل به ورأس مال الشركة وحق الشركة باستملاك الأرضية والمباني اللازمة لإقامة محطات التوليد والتحويل ومد خطوط الكهرباء الهوائية والأرضية.
وتلتزم الشركة بموجب هذا القانون إيصال التيار الكهربائي للمشتركين بطريقة جيدة وكفاءة، وصيانة المعدات اللازمة وتجديدها كلما دعت الضرورة لذلك. ويحدد القانون أسعار التيار الكهربائي الذي يحق للشركة استيفاؤه من مشتركيها ويشترط القانون أحكاماً تتعلق بتحقيق ربح لا يقل عن 8% في السنة خالص الضرائب ويمنح القانون الشركة إعفاء من الضرائب خلال السنوات العشر الأولى من التأسيس.
أعطت الاتفاقية الجديدة صاحب الامتياز مفروماتس حق توليد الطاقة الكهربائية ضمن دائرة نصف قطرها 20 كم مركزها قبة كنيسة القيامة وتوزيعها.
وبموجب هذه الاتفاقية شكل مفروماتس شركة كهرباء القدس محدودة الضمان تبدأ العمل من الأول من شهر كانون الثاني عام 1928. وحدد الامتياز الممنوح للشركة مدة العمل بأربعة وأربعين عاما وبرأس مال قدره 200 ألف جنيه إنكليزي. ويحق للمندوب السامي البريطاني أن يمنح تجديد عقد الامتياز لمدة (16) ست عشرة سنة أخرى سواء بعد انتهاء المدة المحددة للامتياز أو من بداية التوقيع على الاتفاقية في الأول من كانون الثاني 1928. كذلك فقد حددت الاتفاقية أن تكون قوة آلات التوليد لا تقل عن 650 كليو واط.
بعد عشرين عاماً من العمل وقعت شركة الكهرباء مع حكومة الانتداب البريطاني اتفاقية جديدة تتنازل فيها عن بعض امتيازها في القدس الغربية لصالح شركة كهرباء فلسطين «مشروع روتنبرغ» مقابل تمديد امتيازها حتى الأول من كانون الثاني 1948 وأطلق على شركة كهرباء فلسطين اسم شركة الكهرباء القطرية الإسرائيلية. وهكذا أصبحت مدينة القدس تزود بالكهرباء من قبل شركتين أحداهما إسرائيلية والأخرى عربية.

## الشركة في العهد الأردني
واصلت شركة الكهرباء تزويد الأحياء العربية بالقدس بالتيار الكهربائي، ثم أعيد تسجيلها لدى حكومة المملكة الأردنية الهاشمية بتاريخ 29 حزيران عام 1953 وحملت اسم (شركة كهرباء لواء القدس الأردنية المساهمة المحدودة).
في السادس من شهر شباط عام 1956 قامت كل من بلديات القدس، رام الله، بيت لحم، وبيت ساحور، بتسجيل الشركة كشركة مساهمة محدودة تحمل اسم (شركة كهرباء محافظة القدس الأردنية المساهمة المحدودة).
وجاء في حيثيات التسجيل والنظام الداخلي للشركة ما نصه "تأسست هذه الشركة في اليوم السادس من شهر شباط سنة 1956 بموجب الإعلان المنشور في الملحق رقم 1 العدد 2621 من الجريدة الرسمية الصادرة بتاريخ 4 رجب سنة 1375 الموافق 16 شباط 1956 من قبل المؤسسين التالية أسماؤهم:
- المجلس البلدي في القدس
- المجلس البلدي في رام الله
- المجلس البلدي في البيرة
- المجلس البلدي في بيت لحم
- المجلس البلدي في بيت جالا
- المجلس البلدي في بيت ساحور

تعريب الشركة بتاريخ 17/9/1957
أقرت الجمعية العمومية لمساهمي في اجتماعها الأول الذي عقدته في قاعة المتحف الفلسطيني بالقدس الخطوات التي اتخذت لتعريب الشركة وباركتها.
وكان من بين الشخصيات التي ساهمت بدور فعال بتعريب الشركة رئيس مجلس إدارة الشركة روحي الخطيب وسكرتير المجلس أحمد زهير العفيفي. المحامي إبراهيم بكر النشاشيبي. والمهندس إلياس دحبور، وغالب النشاشيبي وقد شكلت لجنة مؤلفة من السادة فضل جورج انتيبا ونهاد أبو غربية، قامت هذه اللجنة بدراسة وافية عن ممتلكات الشركة وتقدير تكاليفها المادية. وتم الاتفاق بين اللجنة المنتدبة من الحكومة الأردنية ومن الشركة البريطانية شراء هذه الشركة بمبلغ 250 ألف جنيه إسترليني وفي اجتماع الجمعية العمومية المذكور أعلاه.
شكر روحي الخطيب حمد الفرحان وسعد التل من الأردن للمساهمة في تعريب الشركة وقد شكل أول مجلس إدارة للشركة بعد التعريف في جلسة 20/7/1957 وضم السادة:
بلدية القدس يمثلها السيدان روحي الخطيب ونهاد أبو غربية
بلدية رام الله يمثلها السيد أمين حداد
بلدية البيرة يمثلها السيد عبد الله الجودة
بلدية بيت لحم يمثلها السيد الياس البندك
بلدية بيت جالا يمثلها السيد وديع دعمس
بلدية بيت ساحور يمثلها السيد نقولا أبو عيطة
إضافة لعضوية كل من السادة غالب عبد الرزاق، جليل حرب، كامل بركات، مصطفى العلمي، غالب النشاشيبي، انطون بنايوت، عقل محمود، الدكتور جورج فرح، بشارة قنواتي، أحمد زهير العفيفي، وعبد المحسن أبو ميزر.
وفي 12/12/1962 عقد في ديوان قائم مقام أريحا اجتماعاً ضم المهندس علي النسور عن وزارة الاقتصاد الأردني ومدير عام شركة كهرباء القدس غالب النشاشيبي وصالح عبده ورفيق النابلسي صاحبا مشروع كهرباء أريحا.
وفي 25/4/1963 تم إعلام وزير الاقتصاد الأردني بتصفية مشروع كهرباء مخيم عقبة جبر الخاص لصالح شركة كهرباء محافظة القدس بموجب المادة 49 من القانون المؤقت رقم 28 لسنة 1962.
في 4/5/1964 في يوم الاثنين الرابع من شهر ايار (مايو) 1964 تم تسليم مشروع كهرباء أريحا والمصالح العامة إلى شركة كهرباء محافظة القدس.

### عقد التأسيس
تضمن عقد تأسيس الشركة 33 مادة. وأبرز المواد أو النقاط التي تضمنها العقد أن تحل الشركة الجديدة محل شركة كهرباء القدس الأردنية المحدودة الضمان وأن تتسلم الشركة الحالية كافة موجودات ومطلوبات وديون وحقوق الشركة.
وكان رأس مال الشركة يتألف آنذاك من مائتي ألف دينار أردني مقسمة علي عشرين ألف سهم، قيمة السهم عشرة دنانير أردنية (المادة الخامسة - عقد التأسيس).
وتضمن عقد التأسيس كذلك النظام الداخلي للشركة بحيث تناولت المواد من 4-11 إصدار الأسهم وتسديد قيمتها ونقل الأسهم وتحويلها وسجل المساهمين ورهن الأسهم ونقلها وزيادة رأس مال الشركة. أما المادة الرابعة عشر فقد تناولت تأليف الجمعية العمومية والاجتماعات العادية وغير العادية أما المواد من 19-27 فتحدثت عن أعضاء مجلس الإدارة وصلاحيات المجلس وواجباته وأعماله.
في العام 1961 وقع اتفاق بين الحكومة الأردنية وشركة كهرباء محافظة القدس. شملت بموجبه خدمات الشركة كافة المناطق التي كانت ضمن محافظة القدس حسب التقسيم الإداري الأردني في ذلك الوقت وطالبت الشركة بتوسيع امتيازها يشمل منطقة الخليل إلا أن الحكومة الأردنية لم تبت في ذلك قبل حرب عام 1967.
في 16/8/1962 أصدرت الحكومة الأردنية القانون 28 لسنة 1962 والمنشور في الجريدة الرسمية رقم 1630 يقضي بتوسيع منطقة امتياز شركة كهرباء محافظة القدس بحيث يشمل محافظة القدس بأكملها والتي تغطي منطقة القدس العربية/ ومناطق بيت لحم وبيت جالا وبيت ساحور وحتى مشارف محافظة الخليل جنوباً، كما تشمل مناطق الامتياز - أريحا شرقاً ورام الله والبيرة ودير دبوان وحتى مشارف محافظة نابلس شمالاً وجميع القرى والبلديات والواقعة في تلك المناطق.
بتاريخ 25 نيسان 1965 تم تسجيل الشركة في سجل الشركات المساهمة العمومية بمقتضى قانون الشركات الأردني، وجاء في الجريدة الرسمية العدد 1836 بتاريخ 25 نيسان 1965 ما نصه "الإعلان بأن الشركة المساهمة العمومية والمسماة شركة كهرباء محافظة القدس المساهمة المحدودة ومركزها القدس المنشور إعلان تسجيلها في الملحق رقم 8 للجريدة الرسمية الصادرة بتاريخ 10/9/1962 قد وفقت أوضاعها بمقتضى قانون الشركات لسنة 1964 حيث عدلت عقد تأسيسها ونظامها الداخلي بما يتفق وأحكامه وسجلت في سجل الشركات المساهمة العمومية تحت رقم 53 بتاريخ 17/3/1965." مراقب الشركات - علي الهنداوي".
جاء التعديل في أعقاب طرح أسهم جديدة للاكتتاب لزيادة رأس مال الشركة وانضمام بلدية أريحا في 15/9/1963 للشركة كمساهم بألف سهم (آنذاك). حيث أصبح رأس مال الشركة 750,000 ألف دينار مقسمة إلى 75 ألف سهم قيمة كل سهم 10 دنانير، وبعد حرب عام 67 استمر التعاون الوثيق بين شركة كهرباء محافظة القدس والحكومة الأردنية من خلال اللجنة الفلسطينية الأردنية المشتركة.
فقد تقرر في العام 1979 تسديد ديون الشركة البالغة 400 ألف دينار أردني وتركزت جهود الشركة وبالتنسيق مع اللجنة الفلسطينية الأردنية المشتركة على إنارة قرى مناطق امتياز الشركة وبالذات القرى الأمامية المتاخمة لحدود الهدنة عام 48 بهدف عدم مصادرة الأراضي الفلسطينية ووقف الاستيطان أو إقدام الشركة القطرية بتزويد هذه القرى بالتيار الكهربائي من قبلها. وقد تكللت جهود الشركة واتصالاتها الحثيثة بالنجاح إذ تم توقيع اتفاقية في 1/12/1979 مع الحكومة الأردنية لتزويد القرى الأمامية في منطقة امتياز الشركة وكان قد فتح حساب في البنك العربي في عمان بتاريخ 20/7/1979 لإيداع المخصصات المالية التي ترصد الإنارة في هذه القرى وبلغ عدد القرى التي انبرت حتى العام 82 أكثر من 100 قرية. وقدرت التكاليف اللازمة لإنارة القرى العربية في 13,826,750 مليون دينار أردني.

### فترة امتياز الشركة
وحرصاً من الحكومة الأردنية على دعم الشركة سياسياً وفي كافة المحافل وقطع الطريق على السلطات الإسرائيلية في محاولاتها إلغاء امتياز الشركة فقد تم توقيع اتفاقية بين الحكومة الأردنية وشركة كهرباء محافظة القدس تم بموجبها تمديد امتياز الشركة لمدة ستين عاماً تبدأ من 1/1/1988، وقع الاتفاقية عن الجانب الأردني وزير الطاقة والثروة المعدنية الدكتور هشام الخطيب وعن شركة الكهرباء رئيس مجلس إدارة الشركة بالوكالة السيد حنا ناصر.

### مناطق الامتياز
تغطي منطقة امتياز الشركة حالياً ما يقارب 25% من مساحة الضفة الغربية وما يعادل 366 كيلو متر مربع موزعة على النحو التالي:
منطقة القدس: وتضم 47 قرية وبلدة وتغطي مساحة 82 كيلو متر مربع (لا تشمل بطبيعة الحال القدس المحتلة عام 1948)
منطقة رام الله: وتضم 72 قرية وبلدة وتغطي مساحة 174 كيلو متر مربع.
منطقة بيت لحم: وتضم 43 قرية وبلدة وتغطي مساحة 80 كيلو متر مربع.
منطقة أريحا: وتضم 7 أماكن وتغطي مساحة 30 كيلو متر مربع.
أما المحطة المركزية في شعفاط فتقع على بعد 2 كم من مركز القدس وشيدت في عام 1956 على أرض مساحتها 15639 متر مربع وتم افتتاحها رسميا في 17-8-1959 م.
أما المحطات الفرعية الأساسية عند الإنشاء فكانت:-
محطة بيت لحم/ المدبسة، محظة رام الله /الإرسال، المكاتب الرئيسية في القدس، محطة أريحا.
في 18-6-1985 استأجرت الشركة قطعة أرض من بلدية القدس مساحتها 5000 م بقيمة 12500 ألف شيكل سنوي وقد حاولت البلدية إلغاء عقد الإيجار من طرف واحد إلى أن تمّّ التوصل في النهاية إلى زيادة الإيجار إلى 15 ألف دولار أمريكي سنوياً وتستخدم الشركة قطعة الأرض المذكورة كمستودع للأعمدة الحديدية والخشبية ودرمّات الكوابل الكهربائية نتيجة للتوسع المضطرد الذي تشهده الشركة.